# هاگن‌داز

پراکنش شعب هاگن‌داز در سرتاسر جهان

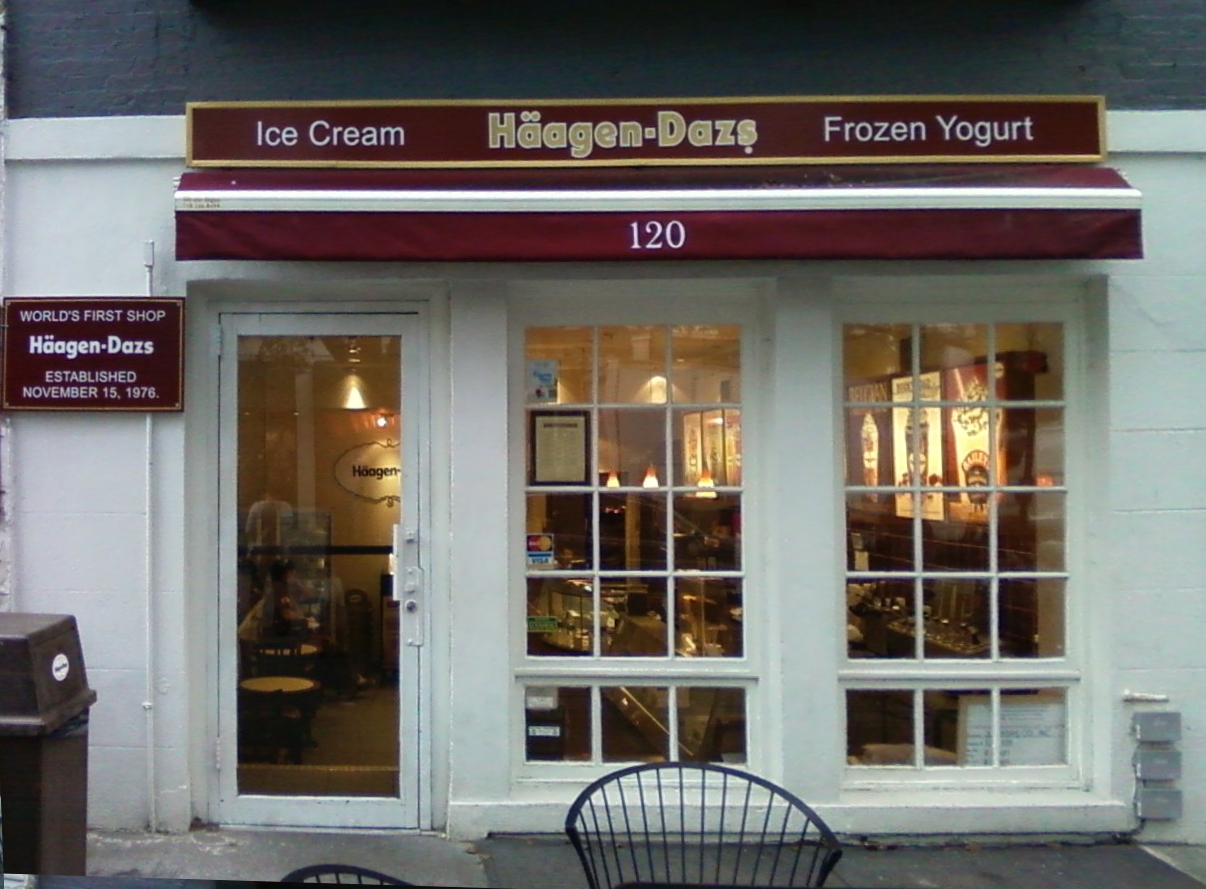
اولین شعبه هاگن‌داز در خیابان ۱۲۰ مونتاگ، بروکلین، نیویورک

هاگن‌داز (به آلمانی: Häagen-Dazs) یک مارک معروف بستنی است که توسط روبن و روز ماتیوس از یهودیان لهستانی در سال ۱۹۶۱ میلادی در نیویورک تأسیس شد. بستنی‌های این شرکت در ابتدا تنها با سه طعم وانیلی، شوکولاتی و قهوه‌ای روانه بازار می‌شدند. این شرکت اولین فروشگاه خود را در بروکلین نیویورک در تاریخ ۱۵ نوامبر ۱۹۷۶ میلادی افتتاح نمود. با پیشرفت کسب و کار، شعبه‌های هاگن‌انداز در سرتاسر آمریکا و بسیاری کشورهای جهان ایجاد شدند. هاگن‌انداز در ادامه به تولید بستنی خامه‌ای، ماست منجمد، کیک خامه‌ای و یخمک نیز پرداخت. محصولات هاگن‌انداز در ایالات متحده توسط شرکت دریرز گرند آیس‌کریم توزیع می‌شوند.